# Gare de Santeny - Servon
La gare de Santeny - Servon  est une ancienne gare ferroviaire française de la ligne de Paris-Bastille à Marles-en-Brie (dite aussi ligne de Vincennes), située sur le territoire de la commune de Santeny, à proximité de Servon, dans le département de Seine-et-Marne en région Île-de-France.
Mise en service en 1892 par la Compagnie des chemins de fer de l'Est, elle est fermée au trafic voyageurs en 1947 par la Société nationale des chemins de fer français (SNCF).

## Situation ferroviaire
Établie à 96 m d'altitude, la gare de Santeny - Servon était située au point kilométrique (PK) 32,426 de la ligne de Paris-Bastille à Marles-en-Brie, entre les gares de Mandres (fermée) et Brie-Comte-Robert (fermée). Le tronçon de ligne qui passe en gare est fermé et déclassé.

## Histoire

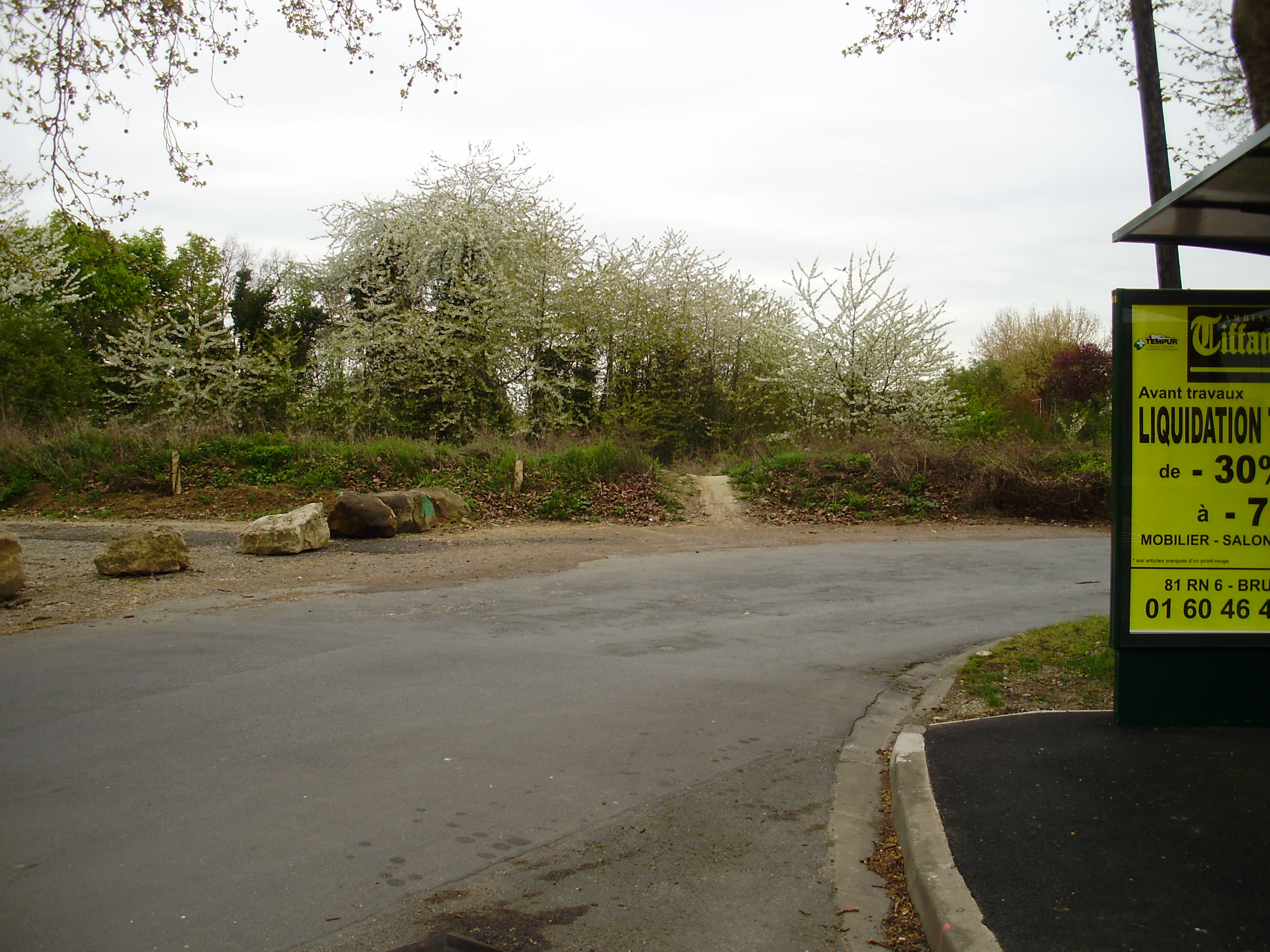
Site de l'ancienne gare en avril 2012 (derrière la bordure de terre).

Malgré l’opposition de la Compagnie de l'Est en raison du très faible trafic à prévoir, elle desservait la commune de Santeny et celle de Servon. Elle fut créée lors du prolongement de la Ligne de Vincennes jusqu'à Verneuil-l’Étang le 1er juillet 1892.
La gare est fermée au trafic de voyageurs dès le 17 juillet 1939 à cause de sa faible desserte. Toutefois, le déclenchement de la Seconde Guerre mondiale provoque un retour provisoire du trafic. La gare est même rouverte un temps au trafic, avec quelques trains par jour. Après guerre, les fermetures reprennent : le tronçon Brie-Comte-Robert - Verneuil-l'Étang est fermé au trafic voyageurs en 1947. L’activité de cette section est dès lors limitée au trafic de marchandises, avec passage en voie unique en 1963-1964.
Depuis la gare n'est plus réutilisée. Le bâtiment voyageurs était à l'abandon depuis plusieurs années et avait subi de nombreux pillages lorsqu'il fut démoli en 2009 à la suite d'un incendie.

## La gare dans le cinéma
En 1966, la gare avait accueilli le tournage de la scène de « L'arrestation de Peter » du film La Grande Vadrouille de Gérard Oury. Elle avait pour l'occasion été rebaptisée du nom de Vougeot.
En effet, la gare de Vougeot - Gilly-lès-Cîteaux, située en Bourgogne sur l'axe Paris - Lyon - Marseille, ne pouvait faire l'objet d'un tournage qui nécessitait la fermeture de la ligne pendant une journée entière, ce qui explique le choix d'une gare située sur une ligne secondaire désaffectée.

## Bus à haut niveau de service (BHNS)
La volonté régionale de préserver le caractère agricole et naturel du secteur sud-est du Val-de-Marne ne permet pas le prolongement du RER A. Une telle infrastructure favoriserait, le développement de l'urbanisation selon la Régie autonome des transports parisiens (RATP).[réf. nécessaire]
En contrepartie, le projet de schéma directeur de la région Île-de-France (SDRIF), prévoit dans sa phase 2 (2011-2020) un projet de transport en commun en site propre (TCSP) le long de la RN 19, qui relierait les villes de Maisons-Alfort à Brie-Comte-Robert, en passant par Boissy-Saint-Léger, Santeny et Villecresnes.